# Ceratobaeus mirabilis
Ceratobaeus mirabilis är en stekelart som beskrevs av Alan Parkhurst Dodd 1914. Ceratobaeus mirabilis ingår i släktet Ceratobaeus och familjen Scelionidae. Inga underarter finns listade i Catalogue of Life.